# Ярошенко Дмитро Олександрович
Дмитро Олександрович Ярошенко (нар. 30 серпня 1986, м. Жовті Води Дніпропетровської області) — український актор театру і кіно, виконавець ролі Василя Стуса у фільмі «Заборонений».

## Життєпис
Народився 1986 року в місті Жовті Води.
З 1997 по 2003 роки навчався на біолого-хімічному факультеті Жовтоводського ліцею природничо-наукового навчання. У 8-у класі грав у шкільному театрі (Хлєстакова у «Ревізорі» Гоголя).
З 2003 по 2007 роки навчався у Національному університеті театру, кіно і телебачення ім. Івана Карпенка-Карого (курс Леся Танюка), який закінчив за спеціальністю актор театру і кіно.
Провідний актор театру «Дах», у якому працює з 2004 року. Задіяний у шестьох виставах, серед яких трилогія про владу «Пролог до Макбета», «Річард третій. Пролог», «Король Лір. Пролог», моно-вистава «Ідіот» за Достоєвським, «Український Декамерон» за п'єсою Кліма.
Серед зіграних ролей в кіно — американська стрічка про Україну — «Джулія Блу», де зіграв снайпера, який повернувся з АТО з посттравматичним синдромом. Зйомки проходили 2015 року в Україні: в Києві та Карпатах.
Виконавець головної ролі у фільмі «В зеніті», знімання якого мали завершити 2022 року. За словами продюсера фільму Ігоря Кондратюка, стрічку не завершено, бо головний актор Дмитро Ярошенко після початку повномасштабного російського вторгнення в Україну виїхав закордон і не повернувся.

## Фільмографія
Короткий метр
- 2011 — «Вірність», реж. Олена Максименко — Молодий чоловік
- 2012 — «Ключ», реж. Артур Млоян — син
- 2012 — Уроки української, реж. Руслан Батицький — проходчик
- 2013 — «Реверс», реж. Бартек Созанскі — Джейк
- 2013 — «Равлики», реж. Марина Врода — Дімон
- 2014 — «Мрець», реж. Олег Гладченко — Моряк
- 2014 — «Дід», реж. Олексій Шемес — Раста
- 2015 — «Дев'ять Струн», реж. Уго Арсак — Орфей
- 2016 — «Дім», реж. Ірина Цілик — Славко
- 2017 — «Свято Хризантем», реж. Семен Мозговий — солдат
- 2018 — «Сказки. Неопубл», реж. Руслан Арітович — Він
- 2018 — «Персона» (міні фешн-фільм), реж. Черешня — Він
- 2019 — «Монстр. За мить до вічності», реж. Кадім Тарасов — «Цой»
- 2020 — «Поміж тіней», реж. Стеколенко Олександр — Марат
- 2020 — «Від цього моменту й назавжди», реж. Ігор Стеколенко — Олег

Серіал
- 2012 — «Порох і дроб» (серія 6 «Сіра миша») — бомж, епізод

Художній фільм
- 2008 — «Заповіт ночі» — дон Альваро
- 2010 — «Платон Ангел», реж. Іван Войтюк — Федір, середній син Платона, директор краєзнавчого музею
- 2017 — «Брама», реж. Володимир Тихий — дільничий міліції
- 2018 — «Джулія Блу», реж. Роксі Топорович — Англієць (позивний «English», снайпер в АТО)
- 2019 — «Поліна і таємниця кіностудії», реж. Оліас Барко — приятель Камердинеру
- 2019 — «Заборонений», реж. Роман Бровко — Василь Стус
- 2020 — «Наші Котики», реж. Володимир Тихий — Адам